# Auto-Tune

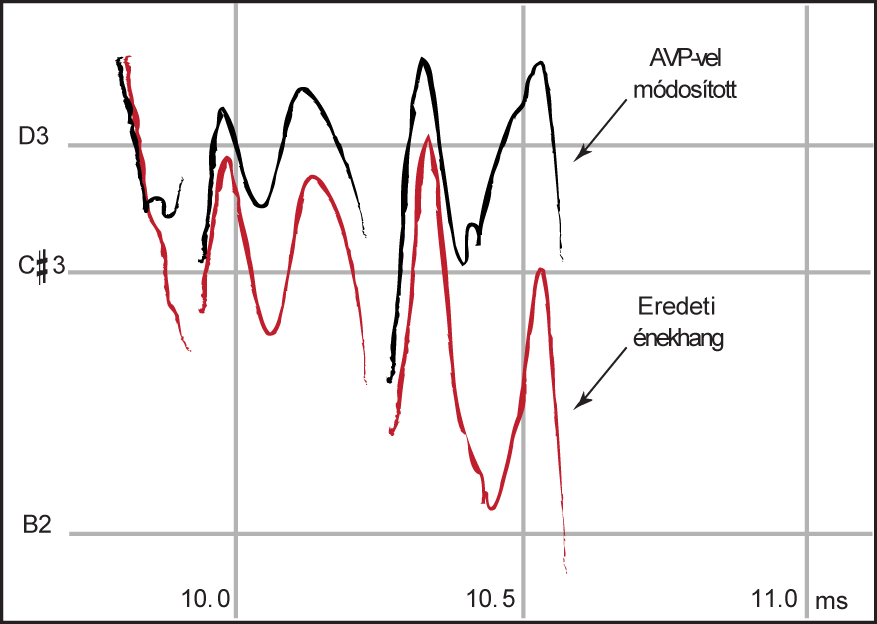
Controle automático de pitch

Auto-Tune (do inglês, "auto afinar") é um criador de áudio criado pela empresa Antares Audio Technologies  em 1997, que usa uma matriz sonora para corrigir as performances no vocal e instrumental. Ela é usada para disfarçar imprecisões e erros, permitindo assim que muitos artistas possam produzir mais precisamente suas músicas. Também é usado para distorcer a voz e ficar mais robótica, como a cantora Britney Spears fez nas faixas, Womanizer, 3, I Wanna Go e Work Bitch.
Além de ser utilizado para mudar sutilmente a altura do som, pode ser usado, com alguns ajustes, como um efeito deliberadamente preparado para distorcer a voz humana, semelhantes às produzidas pelo aparelho Talkbox.
O efeito Auto-Tune está disponível como um plug-in para profissionais de áudio utilizarem em estúdios, e como uma unidade independente para o processamento ao vivo. O Auto-Tune tornou-se um equipamento padrão para gravação em estúdios.
O Auto-Tune foi criado por Andy Hildebrand, que utilizou como base seu trabalho sobre a exploração de dados sísmicos, misturando-o com programas derivados de som, o que resultou no efeito Auto-Tune.
O efeito Auto-Tune ficou mundialmente conhecido por ter um uso extremo propositalmente empregado na canção "Believe" (1998) da cantora norte-americana Cher (efeito Cher). O rapper norte-americano T-Pain é um dos músicos atuais que vêm revitalizando o efeito.